# China Northern Rare Earth
China Northern Rare Earth (Group) High-tech Co., Ltd. (高科技股份有限公司) eller CNREG er en kinesisk virksomhed indenfor sjældne jordarter med hovedkvarter i Baotou, Indre Mongoliet. De arbejder med minedrift, forarbejdning og salg af sjældne jordarter. I 2018 havde de en omsætning på 13,85 mia. RMB.